# 蚊子海岸 (電視劇)
《蚊子海岸》（英語：The Mosquito Coast）是一部美國劇情類型的網路影集，由尼爾·克羅斯和湯姆·畢賽爾開創，改編自保羅·索魯的同名小說，魯柏·華爾特執導，賈斯汀·塞洛克斯領銜出演，於2021年4月30日在蘋果公司的線上串流媒體平台Apple TV+首播。

## 劇情
一名對美國文明社會的腐敗極度厭惡的理想主義者舉家搬遷至墨西哥。后来，当美国政府试图抓捕他们时，他们在墨西哥进行了一次危险的探索，以逃离美国政府并找到安全。

## 演員與角色
- 賈斯汀·塞洛克斯 飾演 艾利·福克斯（Allie Fox）

- 梅利莎·乔治 飾演 瑪格（Margot）：艾利的妻子。

- 洛根·波麗（英语：Logan Polish） 飾演 迪娜（Dina）：艾利和瑪格的女兒。

- 蓋布瑞·貝特曼 飾演 查理（Charlie）：艾利和瑪格的兒子。

- 金伯莉·伊麗絲（英语：Kimberly Elise） 飾演 瓊斯（Jones）

## 集數
| 集數 | 標題 | 譯名                 | 導演              | 編劇                            | 上線日期      |
| ---- | ---- | -------------------- | ----------------- | ------------------------------- | ------------- |
| 1    |      | 逃離家園             | 魯柏·華爾特       | 尼爾·克羅斯＆湯姆·畢賽爾        | 2021年4月30日 |
| 2    |      | 福克斯家與蛇頭       | 魯柏·華爾特       | 尼爾·克羅斯                     | 2021年4月30日 |
| 3    |      | 眾人皆知這裡一片荒蕪 | 傑里米·波德斯瓦   | 尼爾·克羅斯＆伊恩·斯科特·麥卡洛 | 2021年5月7日  |
| 4    |      | 公車站               | 娜塔莉亞·貝里斯坦 | 邁克爾·D·富勒                   | 2021年5月14日 |
| 5    |      | 貓王、耶穌、可口可樂 | 廷格·克里希南     | 安雅·萊塔                       | 2021年5月21日 |
| 6    |      | 卡拉卡               | 娜塔莉亞·貝里斯坦 | 艾美·格林威斯                   | 2021年5月28日 |
| 7    |      | 玻璃夾層             | 克萊爾·基爾納     | 吉迪恩·亞戈                     | 2021年6月4日  |

## 製作

### 開發
2019年9月16日，Apple TV+宣佈預訂影集，尼爾·克羅斯擔當節目統籌，魯柏·華爾特執導前兩集，並擔當執行製片人。尼爾·克羅斯和湯姆·畢賽爾執筆試播集劇本。

### 選角
2019年9月，隨著影集確定開發製作，賈斯汀·塞洛克斯確定領銜出演男主角。2019年11月4日，梅利莎·乔治、蓋布瑞·貝特曼和洛根·波麗確定參演影集。11月19日，金伯莉·伊麗絲確定參演影集。

### 拍攝
2020年3月，主體拍攝於2020年3月在墨西哥城開機，隨後因應2019冠狀病毒病疫情暫停製作。製作組於10月恢復拍攝，拍攝地點包括瓜達拉哈拉、薩波潘和巴亞爾塔港。12月中旬，製作組在納亞里特海岸拍攝。

## 發行
影集於2021年4月30日在蘋果公司的線上串流媒體平台Apple TV+首播。

## 資料來源
1. ↑  . Writers Guild of America West.   [2021-03-31]. （原始内容存档于2021-04-28）.
2. ↑  . The Futon Critic.   [2021-03-31] （美国英语）.
3. ↑  Poon, Karynne; Henshaw, Kate. . Apple TV+ Press. 2021-02-19  [2021-03-31]. （原始内容存档于2021-04-10） （美国英语）.
4. ↑  Andreeva, Nellie. . Deadline Hollywood. 2019-09-16  [2021-02-18]. （原始内容存档于2020-03-01） （美国英语）.
5. ↑  Andreeva, Nellie. . Deadline Hollywood. 2019-09-16  [2019-09-17]. （原始内容存档于2020-03-01） （美国英语）.
6. ↑  Andreeva, Nellie; Petski, Denise. . Deadline Hollywood. 2019-11-04  [2021-02-18]. （原始内容存档于2021-02-25） （美国英语）.
7. ↑  Andreeva, Nellie. . Deadline Hollywood. 2019-11-15  [2021-02-18]. （原始内容存档于2021-02-05） （美国英语）.
8. ↑  de la Fuente, Anna Marie. . Variety. 2020-11-02  [2021-02-18]. （原始内容存档于2021-02-12） （美国英语）.
9. ↑  Theroux, Louis. . BBC Sounds. 2021-02-01  [2021-02-18]. （原始内容存档于2021-02-16） （美国英语）.
10. ↑  Hernández, Norma. . Riviera Nayarit Blog. 2020-12-02  [2021-02-18]. （原始内容存档于2020-12-02） （美国英语）.
11. ↑  D'Alessandro, Anthony. . Deadline Hollywood. 2021-02-19  [2021-02-19]. （原始内容存档于2021-02-19） （美国英语）.

## 外部連結
- 互联网电影数据库（IMDb）上《蚊子海岸》的资料（英文）